# 노무라 하타루
노무라 하타루(일본어: 野村 旗守, 1963년 12월~2022년 11월 3일)는 일본의 언론인이다.

## 저서

### 공저
- 모리 이사오 외 공저 『전후 일본의 어둠을 움직인 ‘재일인맥’’ 다카라지마사〈다카라지마 SUGOI 문고〉, 2013년 12월 5일(원저 2013년 7월 19일). ISBN 9784800218216 .  (원저 <별책 다카라지마 2045> ISBN 9784800212894 )
- 무로타니 가쓰미, 고분유 외 공저『일본인이라면 알아두고 싶은 반일 한국 100의 거짓말』』다카라지마사, 2014년 12월 11일(원저 2014년 5월 17일). ISBN 9784800233264 .  (원저 <별책 다카라지마 2180> ISBN 9784800226488 )